# La Ville
La Ville (toponimo francese) è un quartiere del comune svizzero di Martigny, nel Canton Vallese (distretto di Martigny), già comune autonomo con il nome di Martigny-Ville.

## Storia

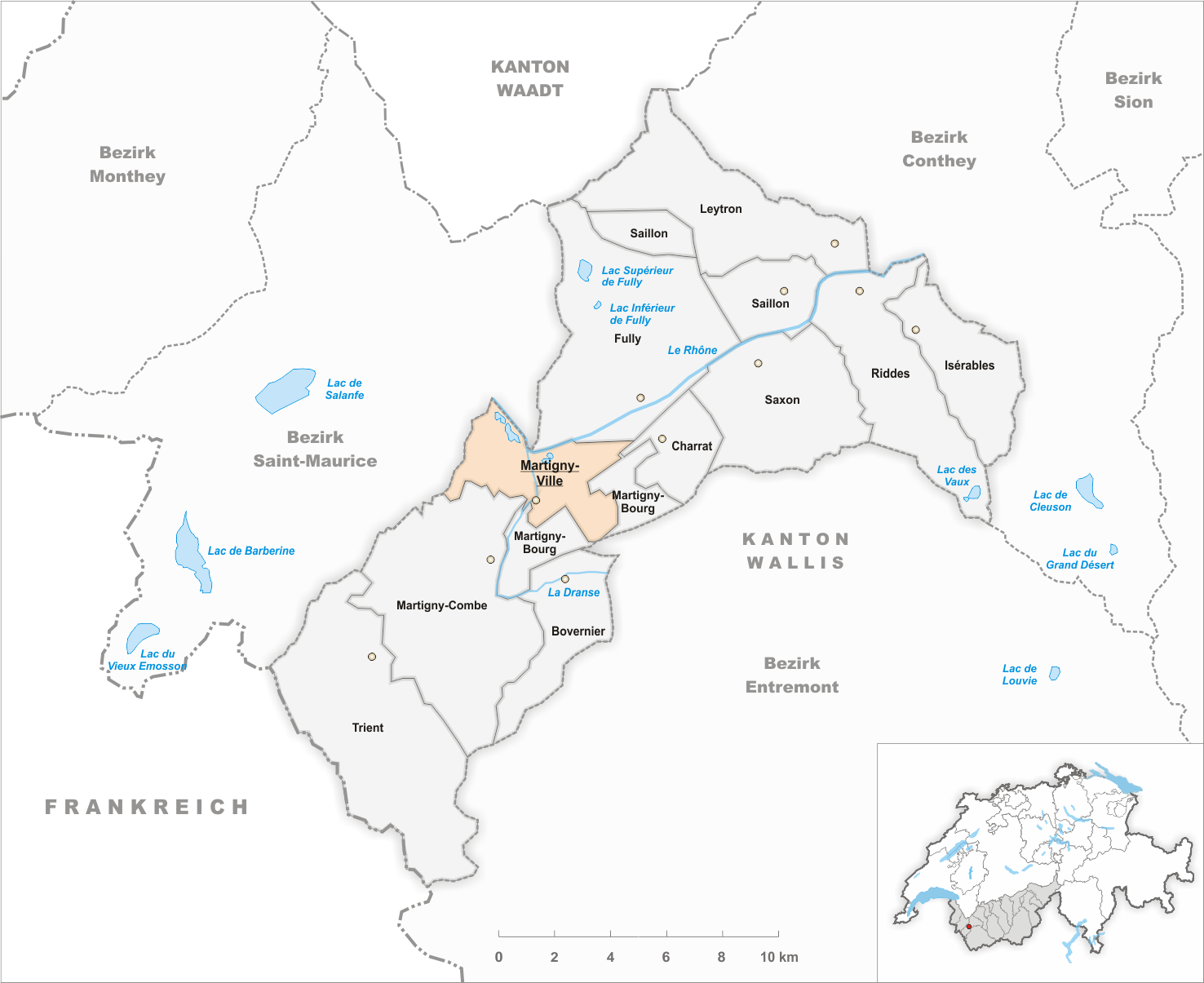
Il territorio del comune di Martigny-Ville prima degli accorpamenti comunali del 1964

Già comune autonomo istituito nel 1835 per scorporo da quello di Martigny con il nome di Martigny-Ville e che nel 1956 aveva inglobato il comune soppresso di La Bâtiaz, nel 1964 è stato accorpato all'altro comune soppresso di Martigny-Bourg per formare nuovamente il comune di Martigny.

## Società

### Evoluzione demografica
L'evoluzione demografica è riportata nella seguente tabella:
Abitanti censiti